# Хлорид нитропентаамминкобальта(III)
Хлорид нитропентаамминкобальта(III) — неорганическое соединение,
комплексный аммиакат соли металла кобальта и соляной кислоты
с формулой [Co(NH3)5(NO2)]Cl2,
жёлто-коричневые кристаллы,
растворяется в воде.

## Получение
- Реакция хлорида хлоропентаамминкобальта(III) и нитрита натрия [1]:

{\displaystyle {\mathsf {[Co(NH_{3})_{5}Cl]Cl_{2}+NaNO_{2}\ {\xrightarrow {}}\ [Co(NH_{3})_{5}(NO_{2})]Cl_{2}+NaCl}}}

## Физические свойства
Хлорид нитропентаамминкобальта(III) образует жёлто-коричневые кристаллы
моноклинной сингонии, пространственная группа C 2/c, параметры ячейки a = 1,0338 нм, b = 0,8687 нм, c = 1,0756 нм, β = 95,050°, Z = 4
.
Растворяется в воде .